# 山梨県道304号上黒駒石和線
山梨県道304号上黒駒石和線（やまなしけんどう304ごう かみくろこまいさわせん）は、山梨県笛吹市を起点・終点とする、かつて存在した一般県道である。2012年8月1日山梨県告示第284号により廃止された（その告示が掲載されている山梨県公報）。

## 概要

### 路線データ
- 起点：山梨県笛吹市御坂町上黒駒（信号無交差点＝国道137号交点）
- 終点：山梨県笛吹市石和町下平井小石原（長塚五差路交差点＝山梨県道302号石和温泉停車場線交点）

## 通過する自治体
- 山梨県笛吹市

## 交差・接続する道路
- 国道137号（御坂町上黒駒・起点）
- 国道137号（御坂町上黒駒・上町屋交差点）
- 山梨県道34号白井甲州線（御坂町下黒駒・信号無交差点）
- 山梨県道211号山梨笛吹線（御坂町金川原・下金川原交差点）
- 山梨県道302号石和温泉停車場線（石和町下平井・長塚五差路交差点）

## 周辺
- 笛吹市立御坂東小学校
- 笛吹市立御坂北保育所
- 笛吹市立石和東小学校